# حسن مکرم
میرزا حسن مکرم‌السلطان که نام خانوادگی مکرم برگزید، نماینده مجلس شورای ملی بود.
فرزند یک دلال کاشانی بود. از حدود سال ۱۲۹۳ به استخدام مالیه درآمد و تا ریاست مالیه تربت جام پیش رفت. در اوائل سال ۱۳۱۴ خورشیدی مسئول امور مالی و اداری آستان قدس رضوی شد.
مکرم علاوه بر مسئولیت امور اداری و مالی آستان قدس رضوی، مسئولیت اداره املاک رضا شاه را نیز در خراسان به عهده داشت. او اردوگاه‌های کار به راه انداخت و رفتاری ستمگرانه با کارگران داشت تا جایی که کارگران را به کوره آجرپزی می‌انداخت. گفته شد که هفت کارگر به این ترتیب به دستور او کشته شدند.
پس از شهریور ۱۳۲۰ و کنار رفتن رضا شاه از سلطنت، مکرم به وزارت مالیه بازگشت. در سال ۱۳۲۲ رئیس اداره تثبیت قیمت‌ها در خراسان و سپس معاون پیشکار مالیه خراسان شد.
در انتخابات دوره چهاردهم مجلس شورای ملی، مکرم نامزد نمایندگی مشهد شد اما پیش از پایان انتخابات از رقابت‌ها کنار کشید. در سال ۱۳۲۵ که قوام‌السلطنه نخست‌وزیر وقت حزب دموکرات را تشکیل داد، او را مأمور راه‌اندازی تشکیلات این حزب در خراسان کرد. با آغاز انتخابات دوره پانزدهم در همان سال، با اینکه نامزد حزب دموکرات در درگز، محمد دانش بزرگ‌نیا و رقیب او، صارم از مالکان محلی بود، مکرم به واسطه حاج حسین آقا ملک از مالکان بزرگ خراسان با پشتیبانی دربار وارد رقابت انتخاباتی از این حوزه انتخابیه شد و با اینکه رأیی نیاورده بود، با دخالت ارتش در انتخابات پیروز شد.
با ورود مکرم به مجلس در تابستان ۱۳۲۶، شعبه رسیدگی کننده، اعتبارنامه‌اش را تصویب نکرد و در مجلس نیز ابوالحسن حائری‌زاده، عبدالرحمان فرامرزی و حسین مکی به اعتبارنامه او اعتراض کردند. در جلسه رسیدگی به اعتبارنامه او در هفدهم آبان ۱۳۲۶ هم صلاحیت او برای نمایندگی زیر سؤال رفت و هم صحت انتخابات درگز.
مکرم متهم شد که در دورانی که رئیس مالیه تربت جام بوده، رفتاری با گله‌دارهای بلوچ روستای زورآباد کرده که به افغانستان گریخته و در آن‌جا کشته شده‌اند. سابقه عملکرد او در بیگاری گرفتن از کارگران هنگام مسئولیت در آستان قدس و به کوره انداختن کارگران و همچنین موضوع دخالتی که برای پیروزی او در انتخابات شده بود، پیش کشیده شد.
مکرم در جلسه رسیدگی به اعتبارنامه‌اش همه این اتهامات را تکذیب کرد و سرانجام اعتبارنامه‌اش با ۵۷ رأی مخالف در برابر ۴۶ رأی موافق تصویب شد. او در دوره بعد نیز نماینده درگز بود و در صف مخالفان دولت دکتر مصدق قرار داشت. پس از کودتای ۲۸ مرداد به نمایندگی مشهد رسید.